# 侯仰龙
侯仰龙，中华人民共和国教育部长江学者特聘教授，北京大学材料科学与工程学院教授，主要从事材料设计合成、生物医用材料和新型能源材料的研究。

## 生平
侯仰龙先后就读于齐齐哈尔大学化学系、哈尔滨工业大学应用化学系，后在北京大学化学与分子工程学院从事博士后研究工作。
2007年起，在北京大学工作。